# Бърлингейм
Вижте пояснителната страница за други значения на Бърлингейм.
Бърлингейм (на английски: Burlingame) е град в окръг Сан Матео, района на залива на Сан Франциско, щата Калифорния, САЩ. Градът е кръстен на дипломата Ансън Бърлингейм живял в района, където в наши дни е градът.

## География
Бърлингейм се намира в окръг Сан Матео, на север от град Сан Матео и на юг от град Милбрей. Бърлингейм е разположен между Сан Франциско и Силициевата долина. Бърлингейм е на 25,45 км (15,91 мили) на юг от Сан Франциско, и на 18,29 км (11,43 мили) на север от Редуд Сити, най-близкия град на Силициевата долина. Разстоянието до Сан Франциско или по-близките градове в Силициевата долина се взима за около 15 – 20 минути с кола по магистрала 101.
Бърлингейм има обща площ от 15,6 км2. (6 мили2). 11,2 км2 (4,3 мили2) е сушата, а 4,4 км2. (1,7 мили2) е водата. Бърлингейм е разположен на 7,50 метра (25 фута) надморска височина.

## Население
Бърлингейм е с население от 28 158 души. (2000) Белите са 76,88%, 13,78% са от азиатски произход, 10,64% са от латиноамерикански произход, 1,05% са чернокожи, 0,23% са от индиански произход, и други. Мъжете са 13 454 (47,80%), а жените 14 704 (52,20%). Средната възраст на жител на Бърлингейм е 38,40 години. В Бърлингейм живеят и десетки българи. 24,40% от населението са родени в чужбина (11,70% в Азия, 5,60% в Латинска Америка, 5% в Европа).

## Транспорт и пътища
Бърлингейм се намира горе-долу на еднакво разстояние от Силициевата и Сан Франциско от порядъка на 15 – 25 минути с кола по магистрала 101. Бърлингейм също е удобно разположен и до шосе 92, която отива до Източния залив по моста Сан Матео-Хейуърд.
В Бърлингейм спира КалТрейн (Калифорнийският влак), който върви от Сан Франциско до Сан Хосе и обратно. КалТрейн взима разстоянието от Бърлингейм до Сан Франциско или Силициевата за около 30 минути.
БАРТ спира в съседния град Милбрей, който е буквално долепен до Бърлингейм и до метростанцията е 5 минути с кола от Бърлингейм. На метростанцията има безплатен паркинг за 24 часа.
През Бърлингейм минава автобус 292, чийто маршрут е от Хилсделския търговски център (Hillsdale Shopping Center) в Сан Матео на юг, през летище Сан Франциско с крайна точка Сан Франциско на север. Автобус 397 също минава през Бърлингейм, неговият маршрут е от Пало Алто на юг до Сан Франциско на север.
В самия Бърлингейм се движи безплатен автобус, който развежда жители и гости на града до двете основни търговски улици в града, Бродуей и Бърлингейм авеню, или до хотелите от източната страна на магистрала 101 по бул. „Бейшор“.

## История
Преди Уилям Ролстън, известен банкер и строител, да закупи имението, което съставлява град Бърлингейм в наши дни през 60-те години на XIX век, Бърлингейм е бил част от подарък-концесия на някогашния губернатор на Калифорния Рио Пико за своята секретарка Кайетано Арена. Един от първите гости в имението на Ролстън е бил Ансън Бърлингейм, американски дипломат в Китай по това време. Ансън Бърлингейм бил много впечатлен от частта от имението, което Ролстън бил заделил за летни резиденции за своите богати приятели, че решил да си построи къща там. Уилям Ролстън, по този повод и в чест на Ансън Бърлингейм, кръстил името на града на своят гост. Бърлингейм не е започнал да се разраства чак до 1893 г. когато Бърлингейм Каунтри Клуб е бил създаден. Клубът построил своя собствена жп гара през 1894 г. С напредъка на трамваената линия от Сан Франциско до Сан Матео, Бърлингейм започнал да се разраства извън пределите на жп гарата и му било направено земемерско измерване. През 1901 г. първите два магазина отворили врати на площад Бърлингейм. Градът се разраствал бавно обаче до 1906 г., когато голямото земетресение и пожар в Сан Франциско не принудили стотици хора да търсят сигурен жилищен район. Много избрали Бърлингейм. Доброволна пожарна е създадена през 1907 г., Бърлингейм е регистриран като град на 6 юни, 1908 г. През 1909 г. е създадена първата библиотека. (Страница за Бърлингейм на Спектрумнет)

## Личности
- Ансън Бърлингейм, адвокат, законодател и дипломат, на който е кръстен града
- Уилям Ролстън, бизнесмен и финансист
- Пърси Грей, художник, живял в Бърлингейм в периода 1912 – 1923 г.

## Образование
92,90% от населението е завършило поне гимназия. Бакалаварски степени имат поне 47,90% от населението, а магистърски 17,70%. В града се намира Бърлингеймската гимназия.

## Природа
Бърлингейм е известен като „Градът на дърветата“ заради броят на дърветата в града (18 000 обществени дървета). Повечето жилищни имоти разполагат с дървета, които са притежание и се предпазени от градската управа. Освен това градът има много паркове и евкалиптови горички, които са включени в цялостната бройка на дърветата. Подобно на някои други градове в Района на Залива могат да се видят най-различни цитрусови дървета от рода на портокалови, лимонови, с райски ябълки и мандаринови. Също се срещат палми и секвои.

### Паркове
Вашингтон парк (на английски: Washington Park) се намира срещу гара Бърлингейм от източната страна на релсите на влака КалТрейн, в близост до центъра на град Бърлингейм. Паркът разполага с тенис кортове, баскетболно и бейзболно игрище и детска площадка.
Вилидж парк или Селският парк (на английски: Village Park) е парк разположен на Калифорния драйв или Калифорнийският път (California Drive) между Бродуей авеню (Broadway Avenue) и Милбрей. В парка се помещава детска площадка и тревно игрище както и място и маси с места за скара.

## Икономика
Безработицата в Бърлингейм е 2,20%. Средният семеен доход е $91 309. Средният доход на глава от населението в Бърлингейм е $43 565. Средната цена на къща в Бърлингейм е 685 900 долара (2000).
Върджин Америка е нова авиокомпания, базирана в Бърлингейм. Шоколадова компания „Гитар“ (Guittard Chocolate Company) също е разположена в града. По Бродуей и Бърлингейм авеню има разположени много магазини, ресторанти, кафета, фризьорски салони, офиси и други. По ул. „Ролинс“ (Rollins Rd.) има разположени много компании. Дейността на някои от тях е свързана с обслужване на летище Сан Франциско. По бул. „Бейшор“ има разположени много хотели и ресторанти, както и други компании.

## Политика
В Бърлингейм има регистрирани 15 702 гласоподаватели. (2006)

## Спорт
В Бърлингейм има голям спортен комплекс, част от Бърлингеймската гимназия, който включва стадион с лекоатлетическа писта, баскетболни игрища, басейни, бейзболно игрище и тенис кортове. На стадиона често се играе футбол и ирландски футбол.
В Бърлингейм също има и спортна зала (джим). Някои жители практикуват джогинг, колоездене, по-младите карат инлайн и ролкови кънки и скейтборд. В много от парковете в града има баскетболни игрища и тревни площи където се играе футбол, американски футбол, или бейзбол. Към много от парковете също има прилежащи тенис кортове и баскетболни игрища, или има отделно само тенис кортове разположени из града.

## Култура и изкуство
За Бърлингейм излиза вестникът Бърлингейм Дейли Нюз.

## Магазини, молове (търговски комплекси)
По Бродуей и Бърлингейм авеню има много магазини. Магазини също се срещат и по Калифорнийския път (California Dr., Калифорния Драйв). В съседния град на юг Сан Матео, който е долепен до Бърлингейм има голям мол, Хилсделския търговски център (Hillsdale Shopping Center). Голям търговски център с много големи магазини има също и в близост до магистрала 92 във Фостър Сити както и Костко, веригата за търговия на едро подобна на Метро. Молът и търговският център са много близо от порядъка на 5 – 10 минути с кола от Бърлингейм.

## Заведения – Ресторанти, кафета, клубове, и др.

### На Бърлингейм авеню и района
Бирария и пивоварна „Стийлхед“ (на английски: Steelhead microbrewery) – правят собствена хубава бира както и всякакви други напитки, има всякакви предястия и ястия като се набляга на американска кухня.
Мексикански ресторант „Ола“ – хубава, вкусна и евтина за ресторант
мексиканска храна и напитки
Кафе-сладкарница „Копенхаген“ – всякакви кафета, торти и десерти.

### На Бродуей авеню и района
По Бродуей авеню има най-различни ресторанти, заведения и кафета. Приятно кафе е кафе „Пиколо“ (Il Piccollo Cafe) предлагащо най-различни кафе напитки, разполага и с маси навън.

### На шосе Бейшор и района
Популярни заведения на шосе Бейшор (Bayshore Highway в превод шосе „Заливен бряг“) са Елефант бар (Elephant Bar в превод Слонския бар) и Ел Торито (El Torito). В Елефант бар се предлага американска както и най-различна смесена друга кухня, имат хубав бар. Ел Торито е мексикански ресторант предлагащ евтина и вкусна мексиканска храна. Двете заведения са едно до друго.

## Интересна информация за Бърлингейм
- Филмът „Опасен ум“ с Мишел Пфайфър е сниман в Гимназията Бърлингейм през лятото на 1995 г.
- Понякога се усеща мирисът на шоколад във въздуха, който идва от Шоколадова компания „Гитар“ (Guittard Chocolate Company) разположена в града.

## Съседни градове
- Милбрей (на север)
- Сан Матео (на юг)
- Хилсбъро (на юг)